# Giovanni Andrea Doria

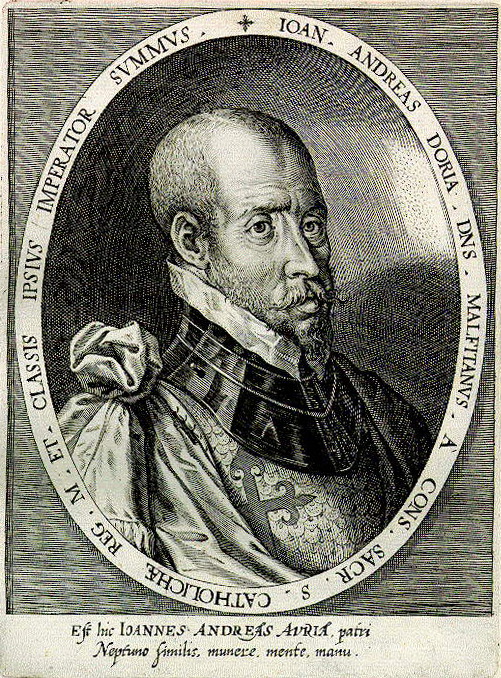
Giovanni Andrea Doria

Giovanni Andrea Doria, (Gênova, 1539 ou 1540 – Genova, 1606), foi um almirante italiano sobrinho do almirante genovês Andrea Doria. Ele se tornou almirante da frota genovesa em 1556, e comandou a frota cristã, constituída maioritariamente por forças espanholas, mas também napolitanas, sicilianas e maltesas, na Batalha de Djerba em 1560, que foi vencida pelos otomanos, sob o comando de Piale Paxá e Dragute Arrais. Participou também da Batalha de Lepanto (1571), comandando a ala direita, batalha que foi vencida pelas forças cristãs e sinalizou a primeira derrota dos turcos otomanos no mar.
Doria também liderou uma expedição mal sucedida contra os estados berberes em 1601.

## A batalha de Lepanto
Em 7 de outubro de 1571, Andrea comandava a ala direita da frota cristã na batalha de Lepanto, e seu comportamento nesta batalha trouxe-lhe muitas críticas. Foi acusado de seguir uma tática excessivamente cautelosa, encorajado a fazê-lo por ganância, uma vez que muitos navios genoveses eram de propriedade de sua família. Ao fazê-lo, deixou-se levar por uma manobra diversionista de seu adversário Uluje Ali, que o afastou do restante das embarcações cristãs e, em seguida, entrou no espaço criado tentando ficar atrás da ala central cristã.

## Casamento e filhos
Casou-se em 1558 com Zenobia del Carretto (1540-1590) e teve:
1. Vittoria Doria (1569-1618), casou-se com Ferrante II Gonzaga, Duque de Guastalla;
2. Andrea Doria II (1570-1629), terceiro príncipe de Melfi, casado Giovanna Colonna;
3. Artemisa Doria (1574-1644), casou-se com Carlos Francisco de Borgia setimo Duque de Gandia;
4. Carlo Doria (1576-1650), duque de Tursi, casado Placídia Spinola.